# Geisslerrör
Geisslerrör är ett tidigt gasurladdningsrör som används för att demonstrera principerna för elektrisk glödurladdning.